# Cyril Mach

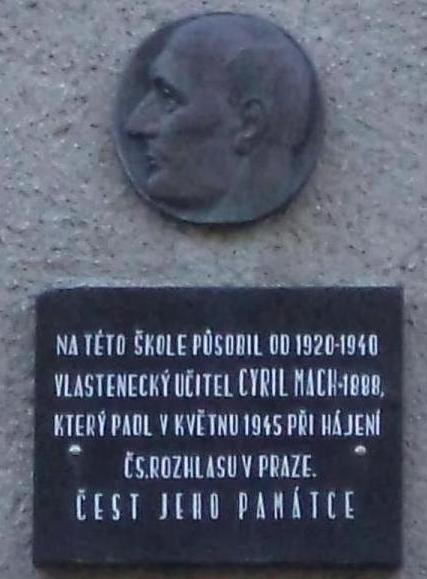
Pamětní deska s bustou Cyrila Macha na budově bývalé školy v Hutisku Za kopcem

Cyril Mach (17. února 1888 Staré Smrkovice – 6. května 1945 Praha) byl český učitel, společenský a sportovní pracovník a protinacistický odbojář. Většinu života žil a působil na Valašsku, jeho jméno je spjato především s Hutiskem, kde působil takřka dvě desítky let jako řídící učitel ve zdejší obecné škole Za kopcem.

## Mládí, nástup na dráhu učitele
Narodil se ve Starých Smrkovicích u Nového Bydžova jako nemanželský syn panského kočího Václava Macha a Pauliny Kofránkové, dcery zámožného sedláka z nedalekých Volanic. Pozdější sňatek bez rodičovského požehnání proto pro nevěstu znamenal nutnost zřeknout se rodinného dědictví. Většinu dětství strávil doma ve Volanicích, kde v letech 1894–1900 vychodil obecnou školu. Jeho nemanželský původ musel v konzervativním společenském ovzduší malé obce konce 19. století působit pohoršlivě, možná i proto byl později až do konce života bez vyznání.
V letech 1900–1905 studoval na gymnáziu v Novém Bydžově a poté na učitelském ústavu v Kutné Hoře, kde dne 14. července 1909 složil zkoušku dospělosti a později, 23. května 1912, i zkoušku učitelské způsobilosti pro obecné školy.
V červenci 1909 odešel Mach na Valašsko. Od 1. ledna 1910 byl ustanoven pomocným učitelem v obci Velká Bystřice (dnešní Valašská Bystřice) na tamní obecné škole Na Pasekách. Jako pomocný učitel následně působil i na obecných školách v Horní Bečvě Na Pasekách, v Horní Bečvě v údolí Mečůvky a v Prostřední Bečvě – Kněhyni.

## Na válečné frontě, poválečná mise na Slovensku
V červenci 1914 byl mobilizován na frontu propukající 1. světové války. Pro zranění na frontě byl hospitalizován a k 1. březnu 1918 jako zbraně neschopný propuštěn z vojenské služby. Během léčení v Trutnově se seznámil s učitelkou Antonií Michálkovou (* 31.5. 1895), s níž se 23. března 1918 ve Valašském Meziříčí oženil.
Po válce se krátce vrátil na školu v Prostřední Bečvě – Kněhyni, v lednu 1919 však již působil na Slovensku, kde byl propagačním komisařem při nedávno vzniklém Ministerstvu s plnou mocí pro správu Slovenska, patrně vlivem známosti s Vavro Šrobárem, který daný vládní úřad řídil. Zde především vystupoval na veřejných shromážděních, propagoval myšlenky česko-slovenské vzájemnosti a nezbytnost společné existence obou národů v rodícím se jednotném státě.
Machovým nejvýznamnějším počinem v roli propagačního komisaře však byla příprava příjezdu Šrobárova vládního vlaku do Bratislavy zkraje února 1919. Ministr pro správu Slovenska totiž sídlil zprvu ve Skalici, následně v Žilině, teprve však jeho přesídlení do dnešní slovenské metropole mohlo znamenat definitivní stvrzení čs. moci na Slovensku. Šlo o značně komplikovanou záležitost, neboť většinově maďarské a německé obyvatelstvo Bratislavy připojení jejich města k Československu odmítalo.
Machova práce spočívala zejména v projíždění obcí u tratí a získávání obyvatel k účasti při vjezdu Šrobára do Bratislavy. Bratislavští Němci a zejména Maďaři odpírali spolupráci a hrozili rozsáhlými sabotážemi, jež mohly příjezd ministerské kolony ohrozit. Ve vypjaté situaci dokázal Mach vyjednat příjezd branných sborů z Čech a Moravy (zejména sokolů a námořníků), jimž se podařilo zjednat pořádek a zajistit vládnímu vlaku bezpečný příjezd. Slavnostní příjezd vlaku se uskutečnil 4. února 1919 za přítomnosti řady čs. významných veřejných činitelů, mezi nimiž nechyběli např. Gustav Habrman, František Staněk, František Soukup, František Udržal, Vlastimil Tusar, Milan Hodža či Jan Masaryk. Městu tak byla definitivně vnucena čs. politická moc a Bratislava se i Machovým přičiněním stala natrvalo hlavním městem Slovenska.

## Řídícím učitelem v Hutisku Za kopcem
V r. 1920 se Mach vrátil na Valašsko a ujal se úlohy řídícího učitele v jednotřídní obecné škole v Hutisku Za kopcem. Začátek zde pro něj nebyl jednoduchý, jako bezvěrec a pokrokář měl problém s přijetím mezi místním, většinově silně zbožným a hluboce konzervativním obyvatelstvem. Nemenší problém představoval stav samotné školy. Scházely učebnice, sešity a další pomůcky, jež museli učitelští manželé zprvu pořídit na dluh. Tehdy Mach využil svých kontaktů a známostí a začal shánět prostředky, kde se jen dalo. Sepisoval žádosti o podporu, domáhal se pomoci u rozličných institucí a spolků, inzeroval v dobovém tisku. Sestavil přednáškové pásmo o nuzných sociálních poměrech na Valašsku, s nímž objížděl celou republiku. V průběhu času se mu tak podařilo získat přízeň řady institucí i jednotlivců, podporujících jeho školu peněžními i věcnými dary. Kromě klíčového sponzorství Důvěrnického sboru Pražské úvěrní banky, který nad školou převzal ve školním roce 1920–1921 patronát, stojí za zmínku mj. podpora ze strany takových osobností, jako Alice Masaryková či Tomáš Baťa.

### Výuka a výchova dětí ve škole Za kopcem
Dary sponzorů tak umožnily zajistit školu v hutiském Zákopčí moderním vybavením a učebními pomůckami a nuzná instituce se tak měnila v moderní vzdělávací ústav. Nevyhovující staré učebnice nahradily moderní knihy, výuce začaly sloužit názorné tabule i mapy. K nejpoutavějším učebním pomůckám patřil v kabinetu umístěný model vlaku a lokomotivy s parním strojem, v němž se skutečně topilo. Přízeň mecenášů umožnila školu zaopatřit i vzorově vybavenými dílnami, v nichž Mach se svými žáky sestavil mj. pozoruhodnou výpravnou expozici v podobě nuzného valašského příbytku – dřevěné jizby. S touto expozicí od roku 1922 na výstavách sociální péče ilustroval životní poměry chudých valašských venkovanů a mohl tak svým přednáškám o životě prostých valašských rodin dodat náležitou názornost a ještě účinněji tak získávat další prostředky pro svou školu.
Machovo úsilí bylo korunováno rozšířením školy přístavbou nových učeben. V roce 1924 byla k nevelké jednotřídce přistavěna další učebna, v roce 1930 pak proběhla výstavba nové školní budovy, díky níž začala škola v Zákopčí pod novým názvem Škola Charlotty Garrigue Masarykové fungovat jako škola trojtřídní.
Tak se Machovi podařilo zajistit podmínky pro na svou dobu moderní způsob výuky a výchovy, na nějž jako pokrokový pedagog kladl důraz. Své žáky vedl k vlastenectví, kladl důraz na praktické školní předměty a aktivity, jako technické práce v dílnách, pěstitelství, vaření a šití. Jako aktivní sportovec, člen (a od r. 1933 náčelník místní jednoty) Sokola a sportovně-turistického klubu Pohorská jednota Radhošť přisuzoval mimořádný význam tělesné výchově a sportovním aktivitám. Zřídil proto při škole hřiště, koupaliště, ale např. i kuželnu. Vedle tradičních sportů provozoval se svými žáky zejména své oblíbené lyžování, v němž patřil k regionálním průkopníkům.

### Dětský hasičský sbor
Jednou z nejpozoruhodnějších aktivit byl dětský hasičský sbor, založený počátkem 30. let jako možná první v republice. Hasičské dovednosti pilovaly děti zejména při zalévání školních zahrad. Jako prozíravé a užitečné se založení sboru ukázalo zejména v roce 1933, kdy museli mladí hasiči zasáhnout třikrát v průběhu poměrně krátké doby. V polovině března 1938 vznikl filmový záznam jejich dovedností a v průběhu dvou týdnů se objevili na plátnech biografů v pásmu Československého zvukového týdeníku Aktualita.

## Machova kulturně-osvětová činnost a sportovní aktivity

### Národopisné aktivity
Mach se dokázal uplatnit nejen jako pokrokový pedagog, ale i jako zdatný vlastivědný pracovník a nápaditý propagátor Valašska. Své přednášky o nuzných sociálních poměrech na Valašsku postupně rozvinul v soustavnější národopisnou činnost. Kromě výstav sociální péče a různých dobročinných akcí začal o Valašsku přednášet např. i v rozhlase, kam přivedl i své žáky, s nimiž pro posluchače secvičil různá folklorní pásma. Poznatky o valašském kraji a jeho lidové kultuře šířil též prostřednictvím článků, zasílaných do nejrůznějších periodik. Publikoval je např. v Měsíčníku dorostu Československého červeného kříže, organizace, s níž aktivně spolupracoval.
Byl aktivní i na poli živého folkloru, snažil se oživit a zachovat lidové zvyky, hudbu a tance i lidový kroj. Nejbližší spolupracovníky našel v Cyrilu Pařenicovi, sousedovi z Hutiska a Františku Maléřovi, kronikáři vedlejší obce Solanec. Tak vznikla v polovině 20. let folklorní skupina Hutiščané, do níž Mach zapojil i své žáky.
V červenci 1925 se Mach osvědčil jako hlavní aranžér prvního ročníku velké národopisné slavnosti Valašský rok, konaného ve vznikajícím areálu Valašského muzea v přírodě v Rožnově pod Radhoštěm. Schopnosti aranžéra lidových folklorních slavností uplatnil Mach např. i při slavnosti Svatojánských ohňů v červenci 1928, uspořádané na počest příjezdu prezidenta Masaryka na Valašsko. Jako jeden ze dvou jednatelů výstavního výboru se podílel i na přípravách Krajinské výstavy Valašska a moravskoslezského Pobezkydí, uspořádané v roce 1932.

### Výstavba pomníku Charlotty Masarykové

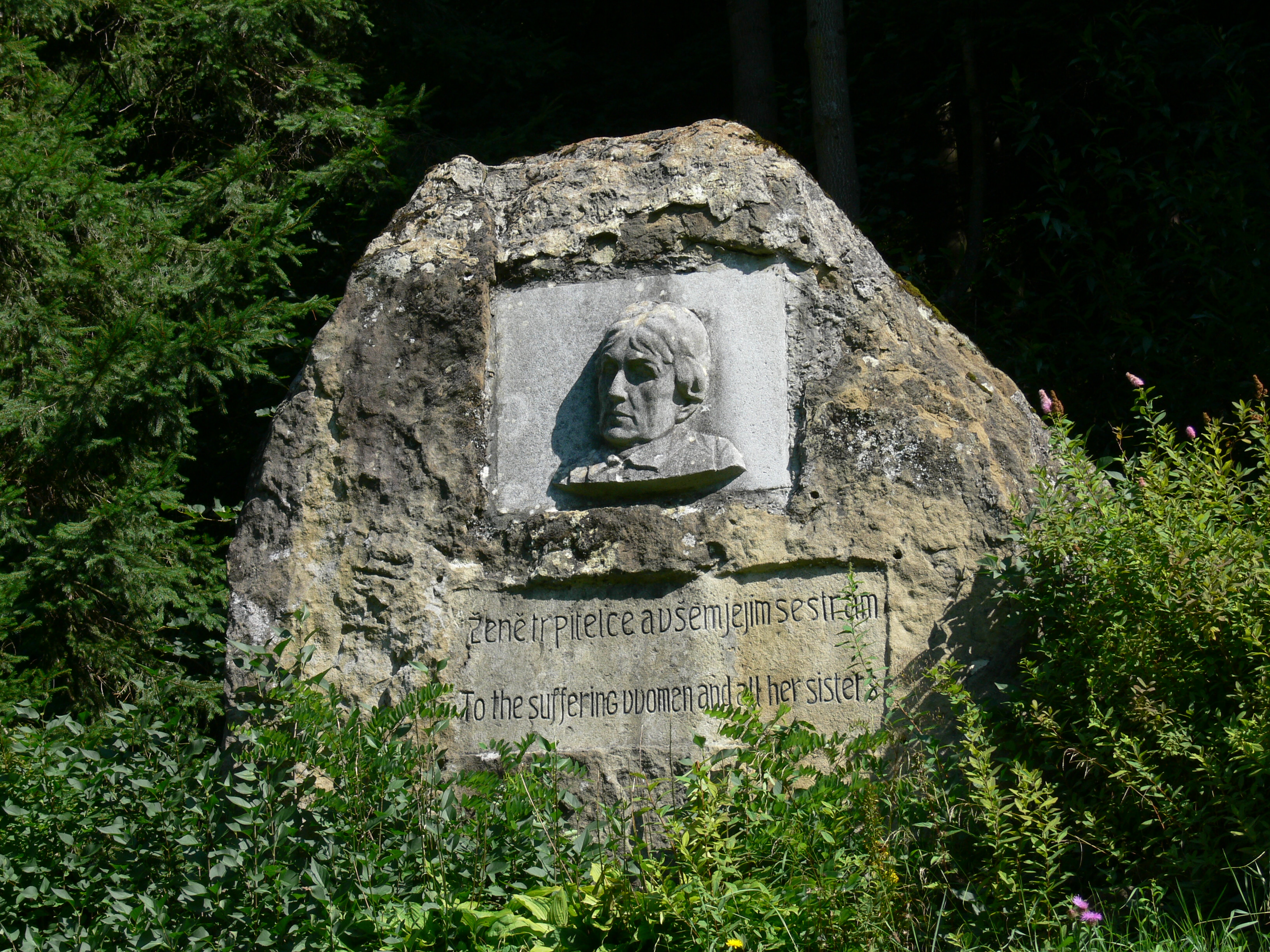
Pomník Charlotty Garrigue-Masarykové v Hutisku Za kopcem, postavený z inciciativy Cyrila Macha

Z Machovy iniciativy byl poblíž jeho školy postaven pomník Charlotty Garrigue-Masarykové, jediný pomník ženy prvního Československého prezidenta na našem území. Dodnes zachovaný monument byl odhalen v roce 1926 a jako cenná místní pamětihodnost představuje jeden z turistických cílů v Hutisku a okolí.

### Organizátor turistiky, turistický průvodce
Významnou oblastí Machova působení byla turistika. Jako pracovník Pohorské jednoty Radhošť vytyčoval nové turistické trasy, psal informační články, podílel se na sestavování turistických příruček. Vodil jednotlivé turisty zejména oblastí Radhošťských Beskyd. V létě organizoval pěší túry, v zimě byly na pořadu výšlapy na lyžích, obvykle jako součást jeho lyžařských kurzů pro veřejnost.
Ubytování mívali Machovi četní hosté zajištěno na Hutisku. Nejvíce návštěvníků pojaly prostory Machovy školy, jiní se ubytovali v některé z okolních chalup, byla-li volná některá světnice. Machovým přičiněním a agitací množství návštěvníků rok od roku přibývalo. Přijížděli hosté ze všech koutů země, Machovi četní přátelé a spolupracovníci, pedagogové, studenti, kulturní a sportovní činovníci aj. Přes léto fungovaly v Machově škole tzv. prázdninové kolonie Československého červeného kříže, sloužící rekreaci zejména městských dětí.

### Lyžař – závodník, cvičitel, organizátor
Cyril Mach byl zaníceným sportovcem, patřil mezi průkopníky lyžování v Beskydech a na Valašsku. Lyžování se věnoval již od mládí, v zimní sezoně 1911–1912 se zúčastnil cvičitelského kurzu Českého ski klubu v Krkonoších, vedeného norskými instruktory Kiellandem a Hansenem. Díky tomu se mohl stát instruktorem lyžařských kurzů pro veřejnost, pořádaných pravidelně od roku 1912 na Pustevnách. Kurzy probíhaly pod patronací sportovního a turistického spolku Pohorská jednota Radhošť, za niž Mach začal i závodit a ještě v pokročilém věku dosahoval ve své kategorii výborných umístění.
Machovy lyžařské kurzy na Pustevnách byly určeny zájemcům z řad široké veřejnosti, dospělým i dětem, začátečníkům stejně jako pokročilejším lyžařům. Kromě kurzů pro veřejnost vedl Mach ještě speciální lyžařské kurzy pro učitele, organizačně zajišťované učitelskou jednotou Komenský.
Zřejmě nejvíce se Mach na poli lyžařského sportu zasadil o výchovu nejmladších lyžařů – svých žáků. Zpočátku to neměl jednoduché, obzvláště u rodičů a prarodičů školáků nebudil lyžařský výcvik důvěru. Děti však Mach pro lyžování brzy získal. Pravidelně s nimi trénoval v hodinách tělovýchovy i jindy, učil je všem lyžařským dovednostem. Časem i počáteční odpor jejich rodičů k lyžování pominul, neboť se lyže ukázaly užitečnými. V zimě se děti nemusely cestou do školy brodit po pás v závějích, ale sjížděly se ze všech stran horského údolí.
Vrcholem zimní sezóny byly pro mladé lyžaře z Hutiska závody, které pro ně Mach každoročně pořádal pod patronací Československého červeného kříže. První ročník závodů proběhl v neděli 25. února 1923, zúčastnilo se jich přes 50 dětí všech věkových kategorií. Druhého ročníku závodů napřesrok v neděli 17. února 1924 se zúčastnilo již 146 dětí, v cíli závodu se to pak údajně „černalo diváky“, vypravenými až z Čech, z Prahy i odjinud. Všechny zúčastněné děti byly podarovány malým praktickým dárkem – obdržely oděvy, obuv, lyže, sáně, hodinky, plakety, hrnečky apod. Obdobným způsobem proběhly i další ročníky. Celkově se na Hutisku konalo minimálně deset ročníků závodů, v r. 1932 noviny informovaly o jubilejním desátém ročníku tohoto pozoruhodného sportovního podniku. Věhlas závodům časem zajistila účast mladých talentů z širokého okolí – z Rožnova, Hranic, Ostravy či zlínského klubu S. K. Baťa. Nejnadějnější závodníky Mach přivedl na závody a lyžařské přebory na Pustevnách, Bílé, či dokonce na mistrovství republiky. Nejúspěšnější z jeho odchovanců, František Zúbek z Vigantic, se mohl měřit s evropskou třídou. Dostal se do národní reprezentace, v jejímž dresu se zúčastnil závodů v polském Zakopaném, rakouském Innsbrucku, italských Dolomitech či německém Oberhofu.

## V protinacistickém odboji

### Převádění uprchlíků do Polska
Po okupaci republiky nacistickým Německem ve dnech 14. – 16. března 1939 se Mach neváhal zapojit do protinacistického odboje. Jako zkušený turistický průvodce znalý pohraničních Beskyd se začal podílet na převádění čs. občanů z protektorátu do Polska, přes něž tito v jarních a letních měsících roku 1939 směřovali do zahraničního odboje zejména ve Francii, Anglii či naopak východním směrem do SSSR. V počátcích Machova zapojení do odboje stály podle všeho jeho kontakty s představiteli formující se odbojové organizace Obrana národa, zejména s generálem Zdeňkem Novákem, napojeným na pražské ústředí ON. Na Novákův popud se Mach ujal úkolu vytyčit přechodovou trasu ve směru: Hutisko – Bílá – Jablunkov. Prošel ji a označil bílými značkami na stromech, viditelnými i v noci. Machův přítel hostinský a autodrožkař Josef Baroš se nabídl, že bude převážet vojáky z Hutiska na Bílou, odkud je již měl Mach převádět pěšky.
Machovým nejlépe zdokumentovaným převaděčským počinem je převod dvou pětičlenných skupin vojáků, převážně důstojníků olomouckého leteckého pluku, vylíčený v autobiografických publikacích jednoho z nich, známého stíhače Františka Fajtla. Podle tehdejšího poručíka letectva Fajtla to byl jeden z jeho druhů, Felix Zbořil, kdo navázal kontakt s převaděčskou skupinou Macha a Nováka.
Původně desetičlenná skupina se rozdělila na dvě menší po pěti členech, každá měla přejít hranici zvlášť. Vedoucím první byl určen por. let. Karel Mrázek a kromě něj v ní byli por. let. Felix Zbořil, por. let. Stanislav Zimprich, por. let. Egon Nezbeda a poručík pěchoty Karel Podroužek. Druhou skupinu vedl por. let. Otakar Korec, s nímž šli další poručíci letectva František Fajtl, Rudolf Fiala, Bedřich Dvořák a Bohuslav Kimlička.
Členové Mrázkovy skupiny byli možná vůbec prvními vojáky, které Mach přes hranici převedl. S největší pravděpodobností se tak stalo mezi 28. až 30. květnem 1939, s menší pravděpodobností k přechodu mohlo dojít až v sobotu 5. června. Přijeli do Rožnova, kde na ně čekala první spojka. Vystoupili v Hutisku, kde je další spojka zavedla ke škole, kde je čekal Mach. Usadil je do autodrožky Josefa Baroše; vůz je dovezl dále do hor, až na konec obce Bílá u odbočky na Bílý Kříž. Mach vedl letce lesními cestami, kolem Bílého kříže a dále po hřebenech k vrchům Malého a Velkého Polomu až k rozhraní tří států – obsazeného protektorátu, Polska a Slovenska. Zde společně poobědvali, po obědě pak Mach ukázal vojákům směr další cesty a rozloučil se s nimi. Vojáci úspěšně přešli do Polska, kde byli zadrženi tamními četníky a převezeni do Krakova, kde se hlásili na čs. konzulátu, záchytném místě čs. protinacistické emigrace v Polsku.
Nedlouho po Mrázkově skupině převedl Mach přes hranici rovněž pětičlennou skupinu vedenou poručíkem Otakarem Korcem. Korcova skupina se na cestu vydala 11. června, i ona se Machovým přičiněním dostala zdárně přes hranice, kde ji čekal obdobný osud jako první skupinu. Další cesta letců na vzdušná bojiště ve Francii a Anglii je díky bohaté literatuře dobře popsána.
Obdobných akcí bylo pravděpodobně více. Generál Zdeněk Novák ve svých vzpomínkách udává, že po převodové trase z Hutiska přešlo několik desítek vojáků, mnohé z převodů však nemusel realizovat osobně přímo Mach, ale i jiní zainteresovaní dobrovolníci, jako např. Machovi učitelští kolegové Robert Malina, Ludvík Buš aj. spolupracovníci skupiny.

### V hledáčku gestapa
S končícím létem začala být organizace ilegálních přechodů přes moravsko-polské pomezí stále komplikovanější, neboť se zde začaly soustřeďovat německé vojenské oddíly, připravující válečnou ofenzivu do Polska. Nastěhovaly se i do Hutiska, kde vystavěly skladiště zbraní a střeliva. To ponouklo Nováka s Machem k zorganizování skupiny místních mladíků, kteří podle Nováka během několika nocí z německých skladišť odcizili „větší množství lehkých kulometů, pušek, střeliva a několik bedniček granátů."
Machovo působení v odboji se v neanonymním venkovském prostředí mohlo jen stěží utajit a již v létě roku 1939 jej zřejmě i vlivem udání uvrhlo do hledáčku gestapa. Ze školní kroniky a vzpomínek Machovy dcery Naděždy jsme informováni o dvou návštěvách gestapa ve škole Za kopcem v průběhu srpna 1939. První razie proběhla 16. srpna, druhá někdy kolem 20. srpna. Stahující se mračna dovršila obálka s razítkem školské správy a rozhodnutím o Machově přeložení na školu v obci Slopné u Vizovic na Zlínsku. Tomu se Mach nemínil podvolit, úhybným manévrem zapíral, že by oznámení obdržel, vzal si zdravotní dovolenou a požádal o přeložení jinam.

### Machovo působení a závěr života v Praze
Po uplynutí zdravotní dovolené Mach nastoupil jako odborný učitel na měšťanské škole v Praze na Vinohradech, patrně vlivem známostí na vysokých místech. Následně se stal ředitelem na obecné a měšťanské škole na Vyšehradě.
Nejlépe jsou z Machovy závěrečné životní etapy zdokumentovány jeho poslední dny, probíhající na pozadí bojů pražského povstání. 4. května 1945 odjel Mach do Volanic navštívit svou stařičkou matku. Tam v poledních hodinách 5. května uslyšel v rozhlase zoufalé volání hlasatele Mančala, volající všechny uvědomělé vlastence na pomoc obráncům budovy Čs. rozhlasu na pražských Vinohradech. Mach dlouho neváhal a rozhodl se odjet do Prahy na pomoc obráncům rozhlasu. Podle dostupných zjištění jel 5. května do Českého Brodu, kde přespal, a potom v neděli 6. května pokračoval v jízdě do Prahy. Do budovy rozhlasu na Vinohradech se dostal v odpoledních hodinách i se zbraněmi, které předtím ukrýval snad v budově školy.

Mach se uchýlil do podzemní chodby, kde spolu s dalšími bojovníky stavěl barikády, aby mohla být podzemní hlasatelna, telefonní centrála i technická zařízení rozhlasu hájena až do konce. V 17:40 zaútočila na budovu rozhlasu dvojice německých letounů. Hlasatelnu zasypaly trosky a vážné škody utrpělo i technické pracoviště. Nejtragičtější škody však byly na lidských životech. Mezi desítkami padlých obránců rozhlasu byl i Cyril Mach. Úředně byl veden jako nezvěstný. Teprve 27. května 1947 byl usnesením okresního soudu civilního pro Prahu-jih prohlášen za mrtvého a datum 6. května 1945 bylo stanoveno za den, který nepřežil.

## Machovy posmrtné pocty a vyznamenání

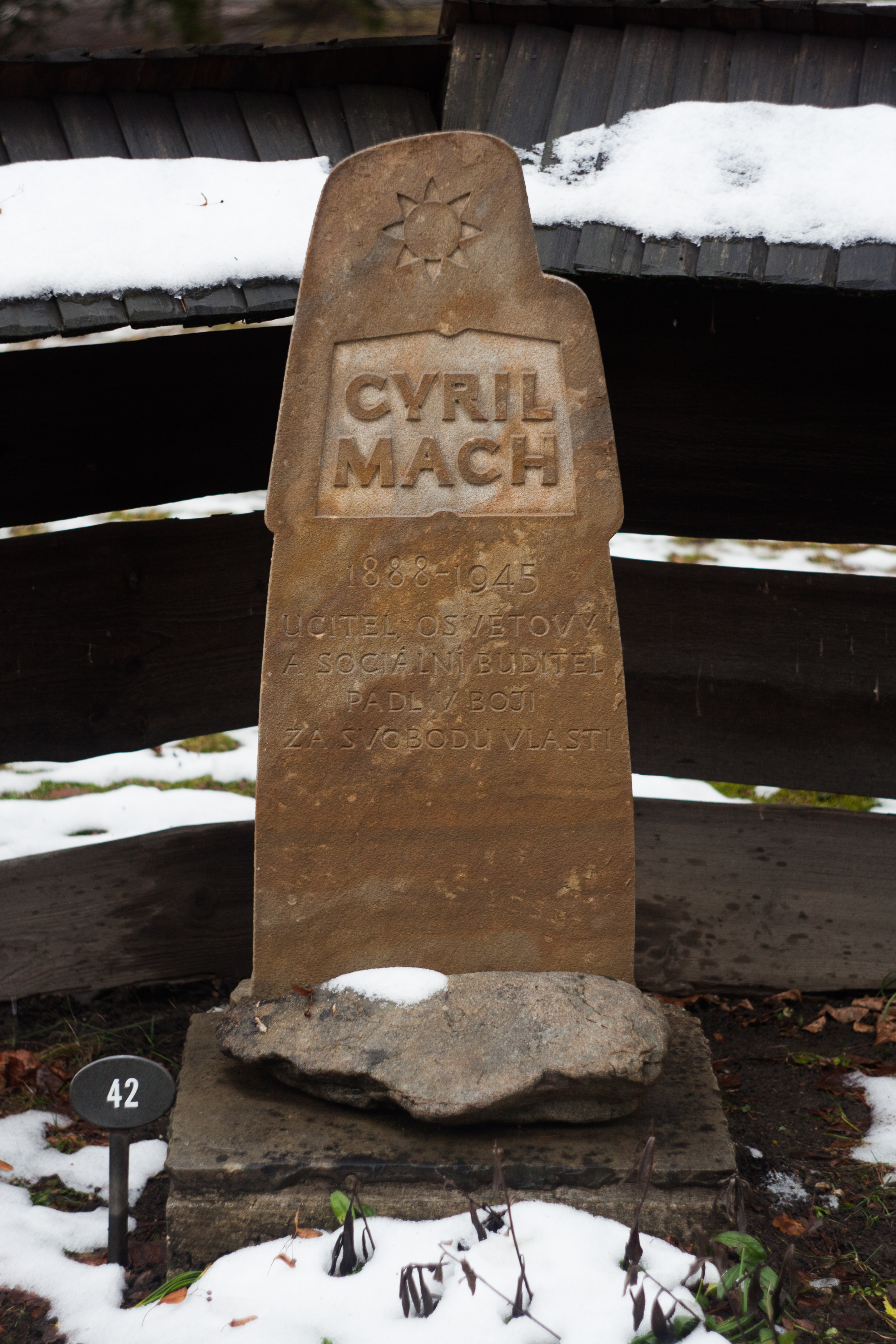
Hrob Cyrila Macha na Valašském Slavíně

Mach byl za svou oběť in memoriam vyznamenán Československým válečným křížem 1939 a pamětním odznakem bojovníků o Československý rozhlas. Jeho jméno je uvedeno na pamětní desce na budově pražského rozhlasu na Vinohradech spolu s ostatními padlými bojovníky o rozhlas.
Mach si však dle vzpomínek jeho příbuzných a přátel přál být pohřben na Valašsku. Dne 24. července 1981 proto proběhl slavnostní akt symbolického uložení prsti z hrobu padlých o rozhlas na tzv. Valašský Slavín Valašského muzea v přírodě v Rožnově pod Radhoštěm. Symbolického uložení Machových ostatků a vztyčení jeho pamětní desky se se zúčastnila řada Machových příbuzných, přátel a žáků, ale i plukovníci letectva Fajtl s Mrázkem, jimž Mach pomohl přejít do Polska.
Při příležitosti 14. výročí osvobození v květnu 1959 odhalili na Machovu počest na budově školy Za kopcem pamětní desku s nápisem: „Na této škole působil od 1920–1940 vlastenecký učitel Cyril Mach (1888), který padl při hájení ČS rozhlasu v květnu 1945. Čest jeho památce.“ Pamětní deska spolu s Machovou bustou je na budově dnes již bývalé školy umístěna dodnes. Machovo jméno figuruje i na pomníku obětem 1. a 2. světové války ve středu obce.
Všestranný odkaz Machovy osobnosti nejen jako odbojáře, ale rovněž jako organizátora společenských a zejména sportovních aktivit si pravidelně připomínají na současné základní a mateřské škole v Hutisku, kde bývá každoročně v květnu pořádán den sportovních soutěží, který je pojmenován Memoriál Cyrila Macha.

#### Publikace, články, studie
- FAJTL, František: Dva údery pod pás. Praha: Dita, 1993. ISBN 80-901214-4-6.
- FAJTL, František: Podruhé doma. Praha: Naše vojsko, 1984. 28-009-84.
- FAJTL, František: Velel jsem stíhačům. Praha: Svět křídel, 1997. ISBN 80-85280-47-7.
- FAJTL, František: Vzpomínky na padlé kamarády. Praha: Mladá fronta, 1980. 23-042-80.
- HASALÍK, Radek: K osobnostem Valašského Slavína. Rožnov pod Radhoštěm: Valašské muzeum v přírodě, 2002, s. 30-31.
- NEKUDA, Vladimír a kol.: Okres Vsetín: Rožnovsko, Valašskomeziříčsko, Vsetínsko. Brno: Muzejní a vlastivědná společnost, 2002, s. 621. ISBN 80-7275-024-0.
- RAJLICH, Jiří: Na nebi sladké Francie: válečný deník československých letců ve službách francouzského letectva 1939–1945. Cheb 2008. ISBN 978-80-86808-51-2.
- Slovník osobností kulturního a společenského života Valašska. Valašské Meziříčí: Občanské sdružení Valašské Athény, 2000, s. 98.
- SOBOTKA, Richard: Čas činů, čas obětí. Prostřední Bečva: MO ČSBS, 2004, s. 11–13.
- VOLKOVÁ, Vilma: Památce Cyrila Macha (1888–1945). In: Zpravodaj Okresního vlastivědného muzea ve Vsetíně. 1988, s. 68–70.
- ZEMAN, František Karel a kol.: Cyril Mach: vlastenecký učitel, bojovník za svobodu vlasti: 17. 2. 1888 – 6. 5. 1945. Hutisko: MNV a Svaz protifašistických bojovníků, 1959.

#### Studentské závěrečné práce
- KAČMAŘÍKOVÁ, Ivana: Životní osudy československého letce plk. Karla Mrázka. Diplomová práce. Vedoucí práce PhDr. Jiří Pavlica. Ostrava: Pedagogická fakulta v Ostravě, 1979. 69 s. (+ přílohy).
- MIKAČOVÁ, Lucie: Být učitelem na valašské venkovské škole v první polovině 20. století. Vedoucí práce PhDr. Jiří Hnilica, Ph.D. Praha: Univerzita Karlova v Praze. Pedagogická fakulta. Katedra dějin a didaktiky dějepisu, 2016. 125 s. (+ přílohy). Dostupné online.
- WEISS, Jiří: Životní příběh vesnického učitele Cyrila Macha. Vedoucí práce prof. PhDr. Nina Pavelčíková. Ostrava: Ostravská univerzita v Ostravě. Filozofická fakulta. Katedra historie, 2015. 102 s. Dostupné online.